# Manina, la fille sans voiles
Pour plus de détails, voir Fiche technique et Distribution.
Manina... la fille sans voiles est un film français réalisé par Willy Rozier, avec Brigitte Bardot et Jean-François Calvé, sorti en 1953.

## Synopsis
Gérard Morère, un étudiant parisien de 25 ans, apprend, lors d'une conférence d'archéologie, que l'épave d'un navire phénicien, coulé au large des côtes corses, contiendrait un trésor, perdu par Trolius après la guerre du Péloponnèse. Il pense en connaître l'emplacement, grâce à la découverte qu'il a faite d'un fragment d'amphore, cinq ans auparavant, lors d'une plongée sous-marine, près d'une des îles Lavezzi. Il convainc des amis et un aubergiste d'investir dans la réalisation de son rêve de repêcher le trésor. Il se rend à Tanger, où il s'associe avec Éric, un aventurier qui fait la contrebande de cigarettes et qu'il persuade de l'emmener sur l'archipel. Là, il revoit Manina, la fille du gardien du phare des îles Lavezzi, maintenant âgée de 18 ans, belle et pure, qui se prélasse sur les rochers. Éric pense que Gérard l'a mené en bateau, mais la croyance de ce dernier en l'existence du trésor le pousse à prendre patience.
Le film alterne plongées le jour et scènes romantiques la nuit.

## Fiche technique
- Titre : Manina... la fille sans voile
- Réalisateur : Willy Rozier
- Assistant-réalisateur : Louis Pascal
- Scénario : Xavier Vallier
- Adaptation et dialogues : Willy Rozier
- Photographie : Michel Rocca
- Cadreur : Charles-Henry Montel
- Montage : Suzanne Baron (Assistants : Castel et de St. Girons)
- Musique : Jean Yatove et Marcel Bianchi
  - Chansons corses chantées par : Claude Robin et Maria Vincent
  - Chanson française : Irène Hilda
- Son : Le Baut, assisté de Georges Vaglio
- Maquillage : Paul Clavel
- Photographe de plateau : Robert Tomatis et Léo Mirkine
- Organisation : Constantin Evangelou
- Administrateur : Yvonne Toumayeff
- Régisseur : Charles Kerdax
- Script : Simone Pêche
- Directeur de production : René Jaspard
- Société de production : Sport-Films
- Société de distribution : Cocinor
- Pays de production :  France
- Langue : Français
- Tournage : Cannes, Nice (studios de la Victorine[2]), Golfe Juan, Bonifacio, Tanger, Paris, du 30 juin  au 31 août 1952
- Les prises de vues sous-marines ont été effectuées en Méditerranée par le metteur en scène et le chef opérateur (Michel Rocca)
- Format : Noir et blanc — 1.33:1 — Son monophonique — 35 mm
- Tirage : laboratoire G.T.C Nice
- Enregistrement Western Electric - Westrex 535 magnétic  -  Société Recording
- Genre : Film d'aventure, Mélodrame
- Durée : 87 minutes
- Durée : 87 minutes (1 h 27) (Allemagne : 85 minutes, États-Unis : 76 minutes)
- Dates de sortie :
  - France : 27 mars 1953
- Visa d'exploitation : 12989
- Affiche : Clément Hurel (France)

### Distribution
- Brigitte Bardot : Manina, la jeune fille sauvageonne[3]
- Jean-François Calvé : Gérard Morère, étudiant recherchant un trésor englouti
- Howard Vernon : Éric, le capitaine du bateau Suraya, trafiquant de cigarettes
- Espanita Cortez : la Franchucha, chanteuse du cabaret
- Raymond Cordy : Francis, barman du Burillo
- Paulette Andrieux
- Henri Djanik : Marcel, second du capitaine du bateau
- Jean Droze : un copain de Gérard
- Nadine Tallier (née Nadine Lhopitalier, elle deviendra Nadine de Rothschild une dizaine d'années plus tard, après son mariage) : Mathilda
- Maurice Bénard : M. Berthet, professeur de la Faculté des Sciences (alors à la Sorbonne)
- Robert Arnoux : M. Mouton/Purzel

## Tournage
Le tournage de Manina, la fille sans voiles a lieu à Cannes, Nice et Paris, durant l'été 1952. Le père de Brigitte Bardot avait signé, au nom de sa fille mineure, un contrat spécifiant que le film ne devait pas montrer d'images indécentes. Lorsqu'au cours du tournage, une série de photographies « hautement suggestives » de sa fille est publiée, il accuse la compagnie productrice de ne pas avoir respecté le contrat et demande que la pellicule ne puisse être projetée sans l'autorisation d'un tribunal. Il perd ce procès,.

## Sortie
| Pays        | Titre                            | Date de sortie   |
| ----------- | -------------------------------- | ---------------- |
| France      | Manina, la fille sans voiles     | 27 mars 1953     |
| États-Unis  | Manina, the Girl in the Bikini   | 24 octobre 1958  |
| Royaume-Uni | The Lighthouse-Keeper's Daughter | 1959             |
| Italie      | Manina ragazza senza veli        |                  |
| Finlande    | Manina - tyttö ilman huntua      | 19 décembre 1958 |
| Suède       | Flicka i bikini                  | 10 décembre 1959 |
| Allemagne   | Liebesnächte mit Manina          |                  |
| Venezuela   | La chica del bikini              |                  |
| Grèce       | Manina, o gymnos thisavros       |                  |
| Japon       | ビキニの裸女                     | 13 décembre 1959 |

### Affiches
Le film sort au Maroc en 1953. Il est annoncé, à Casablanca, par des affiches présentant une jeune fille nue, avec le nom de Brigitte Bardot en grosses lettres. Un prêtre local déchire alors ostensiblement ces affiches. À Paris, ce sont l'actrice et son père qui demandent au tribunal d'interdire leur affichage, en arguant que l'affiche promet plus que le film ne montre,.

## Musique
La musique de Manina, la fille sans voiles est composée par Jean Yatove. En 1952, un disque vinyle longue durée est publié, sous le titre « The girl in the bikini ». En 1995, ce disque a une valeur équivalant à plus de 1 100 euros auprès des collectionneurs. Ce n'est qu'en 2006 que cette musique est éditée en disque compact, avec le même titre.

## DVD
Manina, la fille sans voiles est édité en DVD le 5 novembre 2001, au format PAL, en 1.33:1, par KVP, puis en 2002 par Hestia Communication, version restaurée avec le soutien du CNC.